# Saltos ornamentais no Campeonato Europeu de Esportes Aquáticos de 2021 - Plataforma 10 m individual feminino
A prova da plataforma 10 m individual feminino dos saltos ornamentais no Campeonato Europeu de Esportes Aquáticos de 2021 ocorreu no dia 13 de maio na Arena Danúbio, em Budapeste na Hungria.

## Calendário
| Fase       | Data       | Hora  |
| ---------- | ---------- | ----- |
| Preliminar | 13 de maio | 12:00 |
| Final      | 13 de maio | 20:55 |

Todos os horários estão no horário local (UTC+1)

## Medalhistas
| Ouro                   | Prata                   | Bronze                          |
| Anna Konanykhina (RUS) | Yulia Timoshinina (RUS) | Andrea Spendolini-Sirieix (GBR) |

## Resultados
Esses foram os resultados da competição.
| Pos.              | Saltador                  | Nacionalidade | Preliminar | Preliminar | Final         | Final         |
| Pos.              | Saltador                  | Nacionalidade | Pontos     | Pos.       | Pontos        | Pos.          |
| ----------------- | ------------------------- | ------------- | ---------- | ---------- | ------------- | ------------- |
| Medalha de ouro   | Anna Konanykhina          | Rússia        | 260.15     | 11         | 365.25        | 1             |
| Medalha de prata  | Yulia Timoshinina         | Rússia        | 288.70     | 3          | 329.20        | 2             |
| Medalha de bronze | Andrea Spendolini-Sirieix | Reino Unido   | 276.40     | 8          | 326.60        | 3             |
| 4                 | Sofiya Lyskun             | Ucrânia       | 297.25     | 1          | 321.75        | 4             |
| 5                 | Lois Toulson              | Reino Unido   | 253.80     | 12         | 321.10        | 5             |
| 6                 | Celine van Duijn          | Países Baixos | 289.60     | 2          | 299.80        | 6             |
| 7                 | Alaïs Kalonji             | França        | 275.75     | 9          | 286.25        | 7             |
| 8                 | Christina Wassen          | Alemanha      | 280.80     | 7          | 279.95        | 8             |
| 9                 | Sarah Jodoin Di Maria     | Itália        | 273.60     | 10         | 278.35        | 9             |
| 10                | Tanya Watson              | Irlanda       | 287.70     | 4          | 275.10        | 10            |
| 11                | Noemi Batki               | Itália        | 282.70     | 6          | 270.10        | 11            |
| 12                | Elena Wassen              | Alemanha      | 283.35     | 5          | 258.65        | 12            |
| 13                | Ciara McGing              | Irlanda       | 251.80     | 13         | Não avançaram | Não avançaram |
| 14                | Guurtje Praasterink       | Países Baixos | 251.55     | 14         | Não avançaram | Não avançaram |
| 15                | Helle Tuxen               | Noruega       | 245.65     | 15         | Não avançaram | Não avançaram |
| 16                | Anne Tuxen                | Noruega       | 243.40     | 16         | Não avançaram | Não avançaram |
| 17                | Nicoleta Muscalu          | Roménia       | 220.60     | 17         | Não avançaram | Não avançaram |
| 18                | Maïssam Naji              | França        | 207.40     | 18         | Não avançaram | Não avançaram |
| 19                | Dominika Mirowska         | Polónia       | 179.75     | 19         | Não avançaram | Não avançaram |